# Brendon (Inghilterra)
Brendon è un villaggio e parrocchia civile dell'Inghilterra, appartenente alla contea del Devon.